# Robert Whittaker (lutador)
Robert Whittaker (Auckland, 20 de dezembro de 1990) é um lutador australiano de artes marciais mistas nascido na Nova Zelândia, é ex-campeão linear do peso-médio do Ultimate Fighting Championship. Profissional desde 2009, Whittaker marcou seu nome em promoções da Austrália e Ásia. Ele foi competidor do The Ultimate Fighter: The Smashes, e venceu o torneio na divisão dos meio-médios.

## Carreira no MMA

### The Ultimate Fighter
Whittaker foi selecionado para pariticipar do The Ultimate Fighter: The Smashes; primeiro que apresentou lutadores da Austrália contra lutadores do Reino Unido.
Na sua primeira luta, Whittaker enfrentou Luke Newman. Aos 19 segundos do primeiro round, Whittaker lançou um soco certeiro no queixo de Newman, nocauteando-o e deixando-o desacordado por minutos. A vitória o colocou na semi-final. O nocaute de Whittaker garantiu um prêmio de $25,000 pelo Nocaute da Temporada.
Na semifinal, Whittaker enfrentou o lutador substituto e companheiro de equipe, Xavier Lucas. Whittaker venceu por Nocaute aos 1:17 do primeiro round. A vitória garantiu a Whittaker uma vaga na final da competição, ocorrida no UFC on FX: Sotiropoulos vs. Pearson. Contra o membro da Equipe do Reino Unido Brad Scott.

### Ultimate Fighting Championship
Whittaker fez sua estréia no UFC em 15 de Dezembro de 2012 no UFC on FX: Sotiropoulos vs. Pearson também conhecido como "The Ultimate Fighter: The Smashes Finale". Ele enfrentou Brad Scott para determinar o vencedor dos Meio Médios do The Ultimate Fighter: The Smashes. Whittaker venceu por Decisão Unânime e se tornou o primeiro campeão do The Ultimate Fighter: The Smashes junto com Norman Parke, que foi o vencedor do reality na divisão dos Leves.
Whittaker enfrentou Colton Smith, vencedor do The Ultimate Fighter 16 em 25 de Maio de 2013 no UFC 160. Whittaker venceu por Nocaute Técnico no terceiro round.
Whittaker enfrentou Court McGee em 28 de Agosto de 2013 no UFC Fight Night: Condit vs. Kampmann II e perdeu por decisão dividida.
Whittaker enfrentaria Brian Melancon em 7 de Dezembro de 2013 no UFC Fight Night: Hunt vs. Pezão. Porém, Melancon teve pedras no rins e se aposentou do MMA, Whittaker foi retirado do card.
Whittaker enfrentou Stephen Thompson em 22 de Fevereiro de 2014 no UFC 170 e foi nocauteado pela primeira vez em sua carreira profissional no MMA, o nocaute ocorreu ainda no primeiro round.
Ele enfrentou Mike Rhodes em 28 de Junho de 2014 no UFC Fight Night: Te-Huna vs. Marquardt, na Nova Zelândia e venceu por decisão unânime.
Whittaker enfrentou Clint Hester em uma luta de médios em 7 de Novembro de 2014 no UFC Fight Night: Rockhold vs. Bisping. Whittaker venceu por nocaute técnico no segundo round.
Whittaker enfrentou Brad Tavares em 9 de Maio de 2015 no UFC Fight Night: Miocic vs. Hunt e o derrotou por nocaute em menos de um minuto de luta.
Whittaker era esperado para enfrentar Michael Bisping em 14 de Novembro de 2015 no UFC 193. No entanto, uma lesão tirou Bisping da luta e ele foi substituído por Uriah Hall. Whittaker venceu a luta por decisão unânime.
Whittaker enfrentou Rafael Natal em 23 de Abril de 2016 no UFC 197 e o derrotou por decisão unânime.
Whittaker nocauteou o brasileiro Ronaldo Souza no dia 15 de abril de 2017 no UFC on Fox 24, aos 3:28 do segundo round faturando o prêmio de Performance da Noite.

### Cinturão Interino do Peso-Médio
Robert Whittaker venceu Yoel Romero por decisão unânime na luta principal do UFC 213, em Las Vegas, no dia oito de julho de 2017. A luta valeu o cinturão interino dos pesos médios.

### Cinturão Linear do Peso-Médio
Após Michael Bisping perder o cinturão linear para Georges St. Pierre no UFC 217, o lutador canadense foi diagnosticado com colite. Desta forma, St Pierre decidiu abdicar do cinturão linear. Sendo assim, Whittaker assumiu o posto de campeão linear do peso médio do UFC no dia 7 de dezembro de 2017. No mesmo dia, foi definido que a primeira defesa de cinturão de Whittaker será contra Luke Rockhold no UFC 221.

## Cartel no MMA
| Cartel no MMA   |             |            |
| 33 lutas        | 25 vitórias | 8 derrotas |
| Por nocaute     | 10          | 2          |
| Por finalização | 5           | 2          |
| Por decisão     | 10          | 4          |

| Res.    | Cartel | Oponente          | Método                                    | Evento                                   | Data       | Round | Tempo | Local                 | Notas |
| ------- | ------ | ----------------- | ----------------------------------------- | ---------------------------------------- | ---------- | ----- | ----- | --------------------- | --- |
| Vitória | 26-7   | Ikram Aliskerov   | Nocaute (socos)                           | UFC Fight Night: Whittaker vs. Aliskerov | 22/06/2024 | 1     | 1:49  | Riade, Arábia Saudita | Performance da noite. |
| Vitória | 25-7   | Paulo Costa       | Decisão (unânime)                         | UFC 298: Volkanovski vs. Topuria         | 17/02/2024 | 3     | 5:00  | Anaheim, Califórnia   | |
| Derrota | 24-7   | Dricus du Plessis | Nocaute Técnico (socos)                   | UFC 290: Volkanovski vs. Rodríguez       | 08/07/2023 | 2     | 2:24  | Las Vegas, Nevada     | |
| Vitória | 24-6   | Marvin Vettori    | Decisão (unânime)                         | UFC Fight Night: Gane vs. Tuivasa        | 03/09/2022 | 3     | 5:00  | Paris                 | |
| Derrota | 23-6   | Israel Adesanya   | Decisão (unânime)                         | UFC 271: Adesanya vs. Whittaker 2        | 12/02/2022 | 5     | 5:00  | Houston, Texas        | Pelo Cinturão Peso Médio do UFC. |
| Vitória | 23-5   | Kelvin Gastelum   | Decisão (unânime)                         | UFC on ESPN: Whittaker vs. Gastelum      | 17/04/2021 | 5     | 5:00  | Las Vegas, Nevada     | Luta da Noite. |
| Vitória | 22-5   | Jared Cannonier   | Decisão (unânime)                         | UFC 254: Khabib vs. Gaethje              | 24/10/2020 | 3     | 5:00  | Abu Dhabi             | |
| Vitória | 21-5   | Darren Till       | Decisão (unânime)                         | UFC on ESPN: Whittaker vs. Till          | 25/07/2020 | 5     | 5:00  | Abu Dhabi             | |
| Derrota | 20-5   | Israel Adesanya   | Nocaute (socos)                           | UFC 243: Whittaker vs. Adesanya          | 05/10/2019 | 2     | 3:33  | Melbourne             | Perdeu o Cinturão Peso Médio do UFC. |
| Vitória | 20-4   | Yoel Romero       | Decisão (dividida)                        | UFC 225: Whittaker vs. Romero II         | 09/06/2018 | 5     | 5:00  | Chicago, Illinois     | Luta não valida pelo Cinturão Peso Médio do UFC; Romero não bateu peso; Luta da Noite.                                                                  |
| Vitória | 19-4   | Yoel Romero       | Decisão (unânime)                         | UFC 213: Romero vs. Whittaker            | 08/07/2017 | 5     | 5:00  | Las Vegas, Nevada     | Ganhou o Cinturão Peso Médio Interino do UFC; Luta da Noite; Foi promovido a campeão linear Peso Médio do UFC após Georges St. Pierre vagar o cinturão. |
| Vitória | 18-4   | Ronaldo Souza     | Nocaute Técnico (chute na cabeça e socos) | UFC Fight Night: Johnson vs. Reis        | 15/04/2017 | 2     | 3:28  | Kansas City, Missouri | Performance da Noite. |
| Vitória | 17-4   | Derek Brunson     | Nocaute Técnico (chute na cabeça e socos) | UFC Fight Night: Whittaker vs. Brunson   | 27/11/2016 | 1     | 4:07  | Melbourne             | Luta e Performance da Noite. |
| Vitória | 16-4   | Rafael Natal      | Decisão (unânime)                         | UFC 197: Jones vs. St. Preux             | 23/04/2016 | 3     | 5:00  | Las Vegas, Nevada     | |
| Vitória | 15-4   | Uriah Hall        | Decisão (unânime)                         | UFC 193: Rousey vs. Holm                 | 14/11/2015 | 3     | 5:00  | Melbourne             | |
| Vitória | 14-4   | Brad Tavares      | Nocaute (socos)                           | UFC Fight Night: Miocic vs. Hunt         | 09/05/2015 | 1     | 0:44  | Adelaide              | Performance da Noite. |
| Vitória | 13-4   | Clint Hester      | Nocaute Técnico (joelhada e socos)        | UFC Fight Night: Rockhold vs. Bisping    | 07/11/2014 | 2     | 2:48  | Sydney                | Estréia nos Médios; Luta da Noite. |
| Vitória | 12-4   | Mike Rhodes       | Decisão (unânime)                         | UFC Fight Night: Te-Huna vs. Marquardt   | 28/06/2014 | 3     | 5:00  | Auckland              | |
| Derrota | 11-4   | Stephen Thompson  | Nocaute Técnico (socos)                   | UFC 170: Rousey vs. McMann               | 22/02/2014 | 1     | 3:43  | Las Vegas, Nevada     | |
| Derrota | 11-3   | Court McGee       | Decisão (dividida)                        | UFC Fight Night: Condit vs. Kampmann II  | 28/08/2013 | 3     | 5:00  | Indianapolis, Indiana | |
| Vitória | 11-2   | Colton Smith      | Nocaute Técnico (socos)                   | UFC 160: Velasquez vs. Silva II          | 25/05/2013 | 3     | 0:41  | Las Vegas, Nevada     | |
| Vitória | 10–2   | Brad Scott        | Decisão (unânime)                         | UFC on FX: Sotiropoulos vs. Pearson      | 15/12/2012 | 3     | 5:00  | Gold Coast            | Estreia no UFC; Final de Meio Médios do TUF Smashes. |
| Derrota | 9-2    | Jesse Juarez      | Decisão (unânime)                         | Cage Fighting Championships 21           | 18/05/2012 | 5     | 5:00  | Sydney                | |
| Vitória | 9-1    | Shaun Spooner     | Nocaute Técnico (socos)                   | Superfight Australia 13                  | 23/03/2012 | 1     | 4:01  | Perth                 | Ganhou o Título do SFA |
| Vitória | 8-1    | Ian Bone          | Nocaute Técnico (socos)                   | Cage Fighting Championships 19           | 09/12/2011 | 2     | 3:15  | Sydney                | |
| Derrota | 7-1    | Hoon Kim          | Finalização (triângulo)                   | Legend Fighting Championship 6           | 30/10/2011 | 1     | 3:01  | Cotai                 | |
| Vitória | 7-0    | Corey Nelson      | Finalização (chave de braço)              | Cage Fighting Championships 18           | 26/08/2011 | 2     | 4:40  | Sydney                | |
| Vitória | 6-0    | Ben Alloway       | Finalização (mata leão)                   | Cage Fighting Championships 17           | 03/06/2011 | 2     | 4:07  | Gold Coast            | |
| Vitória | 5-0    | Nate Thomson      | Finalização (mata leão)                   | Cage Fighting Championships 15           | 08/10/2010 | 1     | 2:21  | Sydney                | |
| Vitória | 4-0    | Jay Cobain        | Finalização (chave de braço)              | Cage Fighting Championships 14           | 05/06/2010 | 2     | 0:32  | Sydney                | |
| Vitória | 3-0    | Nick Ariel        | Nocaute (soco)                            | Cage Fighting Championships 12           | 12/03/2010 | 2     | 2:50  | Sydney                | |
| Vitória | 2-0    | Richard Walsh     | Finalização (mata leão)                   | Cage Fighting Championships 11           | 20/11/2009 | 2     | 2:40  | Sydney                | |
| Vitória | 1-0    | Chris Tallowin    | Nocaute Técnico (socos)                   | XFC 14                                   | 14/03/2009 | 1     | N/A   | Perth                 | |